# 가미고리역
가미고리역(일본어: 上郡駅 카미고오리에키[*])은 일본 효고현 아코군 가미고리정에 위치한 서일본 여객철도, 지즈 급행 소속의 철도역이며, 산요 본선과 지즈 급행 지즈 선이 접속되는 철도역이다.

## 개요
JR 서일본의 산요 본선과 지즈 급행의 지즈 선이 서로 접속되는 철도역이며, 후발 주자로 당 역을 기점으로 삼고 있다. 당역을 경유하여 돗토리 방면으로 향하는 급행열차가 당역으로부터 지즈 선에 들어가기 위해, 승무원 교대가 행해진다. 
 이 역은 효고현과 오카야마현의 경계에 위치해 있으며, 교토 · 오사카 방면으로부터의 신쾌속 · 쾌속열차의 운행은 당역까지 행해진다.
이를 위해, 어번 네트워크의 노선도도, 당역이 기점으로 포함되어 있다. 서일본 여객철도 긴키 총괄본부 관할로 최서단에 위치해 있는 철도역이다.

## 승강장
JR 서일본
| 1 | ■ 산요 본선        | 상행   | 히메지 · 오사카 방면   | 교토행의 특급 열차 포함         |
| 2 | ■ 산요 본선        | 상행   | 히메지 · 오사카 방면   | 당역출발열차 (7시 29분발 1번선) |
| 2 | 특급 '수퍼 이나바' |        | 돗토리 · 오카야마 행   | 양 방면                         |
| 3 | ■ 산요 본선        | (하행) | 오카야마 · 미하라 방면 |                                 |
| 3 | 특급 '수퍼 이나바' |        | 돗토리 방면            |                                 |

지즈 급행
|  | ■ 지즈 선 |  | 사요 · 오하라 · 지즈 방면 |  |

## 인접 역
| 서일본 여객철도 산요 본선 | 서일본 여객철도 산요 본선 | 서일본 여객철도 산요 본선 |
| ------------------------- | ------------------------- | ------------------------- |
| 우네 고베 방면            | ■ 산요 본선               | 미쓰이시 모지 방면        |
| 지즈 급행 지즈 선         |                           |                           |
| 시·종착역                 | ■ 지즈 급행 지즈 선       | 고케나와 지즈 방면        |